# Andrea Paola
Andrea Paola Costa Prado, (Rio de Janeiro, 2 de março de 1964), luso-brasileira, é atriz, poetisa, compositora, autora de peças de teatro, produtora, diretora teatrall- formada pela Escola de Teatro Martins Pena .
Licenciou-se em Ciências Sociais pelo centro de Filosofia e Ciências Sociais da Universidade Federal do Rio de Janeiro e pela Faculdade de Educação da Universidade Federal do Rio de Janeiro, pós graduou-se em Diplomacia e Negócios Internacionais - pela Faculdade da Cidade. 
Foi professora de humor da Universidade Estácio de Sá, e criadora dos conceitos sociológicos : Ecologia do Ser, Idade Mídia, Ditadura da Beleza, Rotina Sina, Universidade do Ser, registrados na Biblioteca Nacional e amplamente divulgados pela internet ao longo da década de 80. 
É membro da Sociedade de Autores Teatrais, autora da comédia adolescente "Salada Mista" e autora da primeira adaptação teatral brasileira do clássico Pollyanna, de Eleanor H. Porter, apresentada por três anos de grande sucesso de critica e público nos teatros cariocas - com a participação especial no papel título de Fernanda Rodrigues (Premio Coca -Cola - atriz revelação), Gisele Policarpo e Fernanda Nobre. 
Participou, como atriz, de algumas telenovelas da Rede Globo, como Brega & Chique, Pacto de Sangue, Lua Cheia de Amor e Tieta, de Aguinaldo Silva, Ricardo Linhares e Ana Maria Moretzsohn, na qual foi considerada atriz revelação por sua atuação como a personagem Araci -  a empregada da Perpétua  (Joana Fomm).
Teve composições de sua autoria gravadas por Alfredo Karam (Destino da Cruz) e Renato Terra (Toda Madrugada, incluída na trilha sonora da telenovela da Rede Globo Selva de Pedra; e Armação, tema de um episódio da série Armação Ilimitada, da mesma emissora) e em seu álbum solo Híbrida Music.

## Obras
OBRAS PUBLICADAS: 
Ensaio poético: Poemas íntimos de Andrea Paola  - em: poetas em destaque do site almadepoeta.com
1.     Mãe natureza
2.     Planície
3.     Ponto de vista
4.     Paisagens
5.     Ollhos d’água
6.     Montanha
7.     Quadro
8.     Cedo
9.     Tarde
10.   Ciclo
Outros poemas: em 3x4 , no site: almadepoeta.com
1.     Raízes
2.     Toda Rima

Em: Ponte de Versos; uma Antologia Carioca – 4 anos”- Ed. Ibis Libris 2003
1.     Borboleta de papel    2. Fora do clã   3. Índia carioca  4. Versos Mágicos

Em: 1825 dias de Poesia - Coletânea Terça ConVerso - Ed. urbana arte e comunicação / 2004  
1.     Assassina  2. Pragas da Idade Mídia

Em: Ponte de Versos - 8 anos - Poetas e poemas - Ed. Íbis Libris / 2008.
1. Ditadura da Beleza 2. Idade Mídia 3. Seres do Mal

Em: diversos sites revistas especializadas em poesia 
1. Amigos de verdade 2.  Musa
Crônicas na Coluna Ecologia do Ser, do site Amadepoeta.com
1. Seres Produto  2. Tribo do eu Sozinho / – 2006

Conceitos sociológicos amplamente divulgados por meio de poemas em eventos, entrevistas em radio e programas de tvs, na internet ,
REGISTRADOS NA BIBLIOTECA NACIONAL BRASILEIRA.
1. “ditadura da beleza”, 2. “vaidade da pedra”, 3. “ rotina-sina”,4.“ecologia do ser”, 5.“universidade do ser”, 6.“idade mídia”,

. Musicas gravada;
  Álbum Hibrida Music: Andrea Paola
1.     Vaidade da pedra  - Andrea Paola / BR AOR-  03-00003
2.     Banquete  - Andrea Paola / BR AOR 03-00007 
3.     Homens de boa vontade – o verbo  - Andrea Paola / BR AOR - 03-00004
4.     Pandemônio - Andrea Paola / BR AOR -  03-00011
5.     Despedida -  Andrea Paola / BR AOR -  03-000-10
6.     Pisciana - Andrea Paola / BR AOR 03 00009 
7.     Rotinasina - Andrea Paola  e  Dudu Fagundes / BR AOR - 03- 00008
8.     Não pára  - Andrea Paola e  Flávio Guimarães / BR AOR-03-00014 
9.     Divina herança - Andrea Paola / BR AOR  03-00005
10.  Know how, do you know how? - Andrea Paola / BR AOR- 03-00006 
11.  Ditadura da beleza - Andrea Paola / BR AOR- 03-00015
12.  Vaia - Andrea Paola e Dudu Fagundes / BR AOR – 03-00012
13.  Exercito da paz - Andrea Paola e  Roagland Hill / BR AOR -0300013

Álbuns de outros artistas
14.  Toda Madrugada –de Renato Terra e  Andrea Paola -  LP Baby
15.  Toda Madrugada –de Renato Terra e  Andrea Paola – tema da novela Selva de Pedra Som Livre – TV Globo 
16.  Armação – Renato Terra, Alexandre Agra e Andrea Paola – LP Baby
17.  Armação – Renato Terra, Alexandre Agra e Andrea Paola – Trilha Sonora da Armação Ilimitada – Som Livre -  TV Globo
18.  Destino da Cruz  -  Alfredo Karan e Andrea Paola – LP  - Papelão

19.  Não Pára - Flavio Guimarães e Andrea Paola – Navegaita 